# حسین العرفی
حسین العرفی (انگلیسی: Hocine El Orfi؛ زادهٔ ۲۷ ژانویهٔ ۱۹۸۷) بازیکن فوتبال اهل الجزایر است.
از باشگاه‌هایی که در آن بازی کرده‌است می‌توان به باشگاه فوتبال اتحاد الجزایر، باشگاه فوتبال بارادو، و باشگاه فوتبال القبائل اشاره کرد.
وی همچنین در تیم ملی فوتبال الجزایر بازی کرده‌است.